# زاوية سيدي علي الدباغي
زاوية سيدي علي الدباغي أو زاوية بني عمران أو زاوية تاليلت أو زاوية خشنة الجبل هي إحدى الزوايا في الجزائر الواقعة في بلدية بني عمران بدائرة الثنية ضمن ولاية بومرداس، والتابعة لمنهاج الطريقة الرحمانية.

## التأسيس
تم تأسيس زاوية سيدي علي الدباغي من طرف العالم الجليل «سيدي علي الدباغي»، الذي أسس هذه الزاوية للتربية والتعليم بموقع «قرية تاليلت» في أعالي بلدية بني عمران في جبال الخشنة غير بعيد عن جبل بوزقزة، وكانت بمثابة منارة استضاء بها أهل جبال الثنية لقرون.
وكانت هذه المنطقة زاخرة بالعديد من الزوايا التي من بينها «زاوية سيدي بوسحاقي» بقرية «ثالة أوفلا» في الثنية، و«زاوية أولاد بومرداس» بقرية «المرايل» في تيجلابين، و«زاوية سيدي داود» أو «زاوية سيدي أعمر الشريف» بسيدي داود قرب دلس، علما أن مؤسسها قد استقر هناك قادما من قرية إسحنونن بعرش آيث إيراثن، ومن أشهر أحفاده «سيدي أحمد بلعباس» المعروف بالتقوى والورع، و«زاوية سيدي سالم» ببودواو، بالإضافة إلى «زاوية الغبارنة» ببلدية خميس الخشنة، و«زاوية سيدي أمحمد السعدي» ببلدية أعفير التي ارتبط تاريخها بتدريس علم القراءات.

## المحيط
تقع زاوية سيدي علي الدباغي في «قرية تاليلت» بمرتفعات بلدية بني عمران أين تأسست الزاوية في القرن السابع عشر ميلادي خلال الفترة العثمانية.
ويبعد مقر الزاوية عن مدينة بومرداس بحوالي 13 كم مرورا بالطريق الوطني رقم 5 والطريق الوطني رقم 24.

## التصنيف
بسبب الأهمية التاريخية لزاوية سيدي علي الدباغي، باشرت «مديرية الثقافة لولاية بومرداس» بتسجيل الزاوية في «قائمة الجرد الإضافي» خلال سنة 2008م، وهي إحدى طرق التصنيف والحماية للموروث الثقافي التي ينص عليها قانون 98 – 04 المؤرخ في 15 جوان 1998م والمتعلق بحماية التراث الثقافي.
كما قامت نفس المديرية الثقافية بإعادة الاعتبار للزاوية من خلال حملة تطوعية لتنظيف الزاوية تمت برمجتها بمناسبة شهر التراث الثقافي لسنة 2011م، كما اقترحت على «الصندوق الوطني للتراث الثقافي» تسجيل عملية أشغال الترميم وإعادة الاعتبار للزاوية.

## إعادة التهيئة

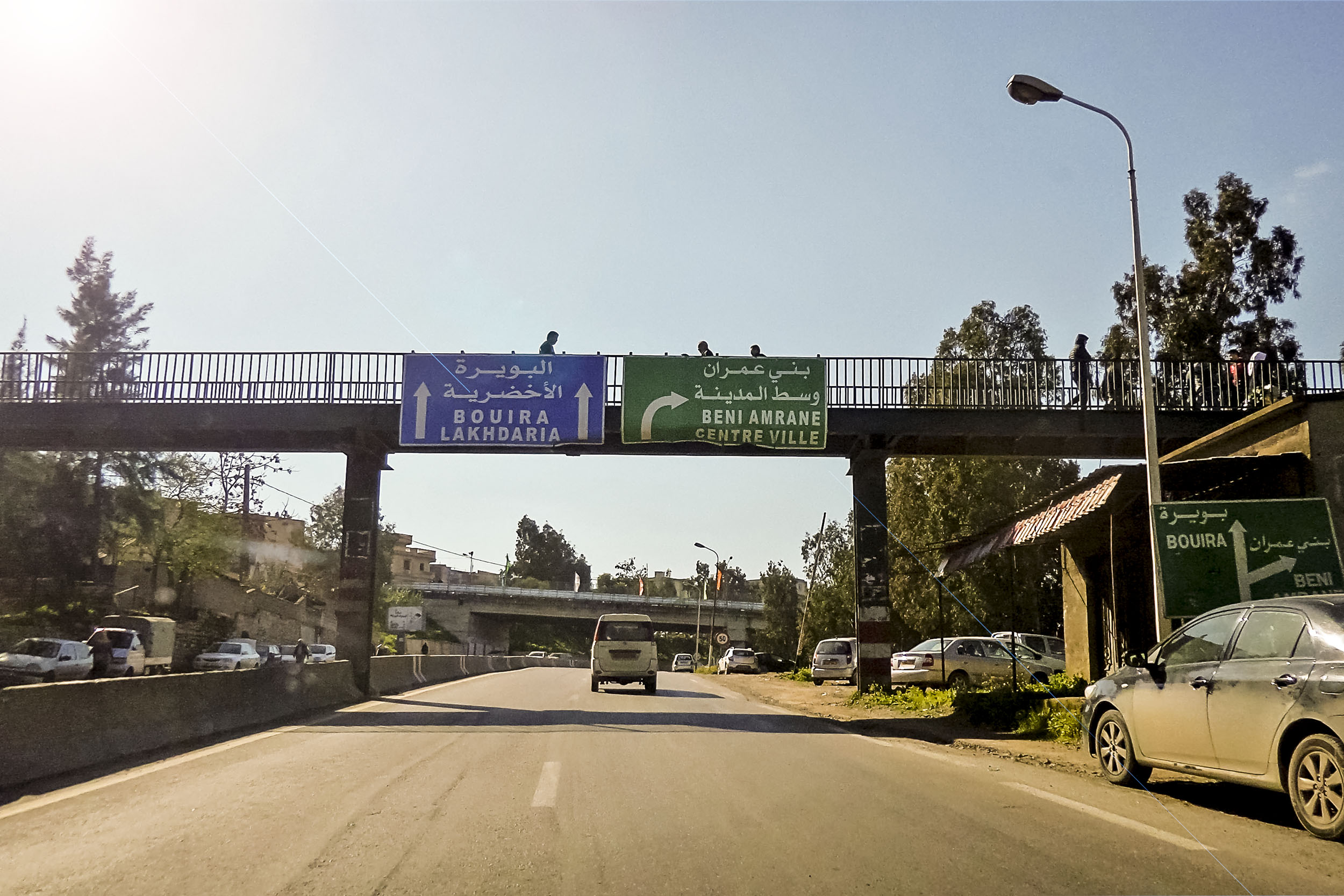
الطريق الوطني رقم 5 في بلدية بني عمران نحو زاوية سيدي علي الدباغي

تم الشروع في إعادة تهيئة «زاوية سيدي علي الدباغي» من طرف "مديرية الشؤون الدينية لولاية بومرداس ابتداء من شهر سبتمبر 2015م ضمن برنامج إعادة فتح 4 زوايا مغلقة.
وجاءت عملية إعادة فتح كل الزوايا الموجودة بولاية بومرداس، بعد إهمال وركود منذ سنوات لأسباب أمنية وغيرها، بشكل تدريجي لاستعادة نشاطها ودورها في متابعة النشاط المسجدي وضرورة استرجاع مكانتها كمعالم بارزة في تعليم وحفظ القرآن الكريم.
وستساهم «زاوية سيدي علي الدباغي» من جديد في تفعيل دور ونشاط الزوايا والمدارس القرآنية المتواجدة بولاية بومرداس ومتابعة النشاط المسجدي من أجل الحفاظ على هوية الشعب الجزائري وعدم زعزعته عن دينه وأصالته في ظل ما يتعرض له العالم الإسلامي من هجمات دينية، وذلك من خلال ما تقدمه من نشاطات دينية كحفظ وتدريس القرآن والأحاديث النبوية الشريفة ودروس في الوعظ ولإرشاد ونبذ الخلافات وإصلاح ذات البين.
ومن أجل استعادة نشاط زاوية سيدي علي الدباغي بـ«قرية تاليلت» في بلدية بني عمران، تم تأسيس لجنة دينية لإعادة بعث نشاطها الديني من حفظ ودراسة القرآن وأذكار الجمعة بعدما تم البدء في تهيئتها.

## المهام

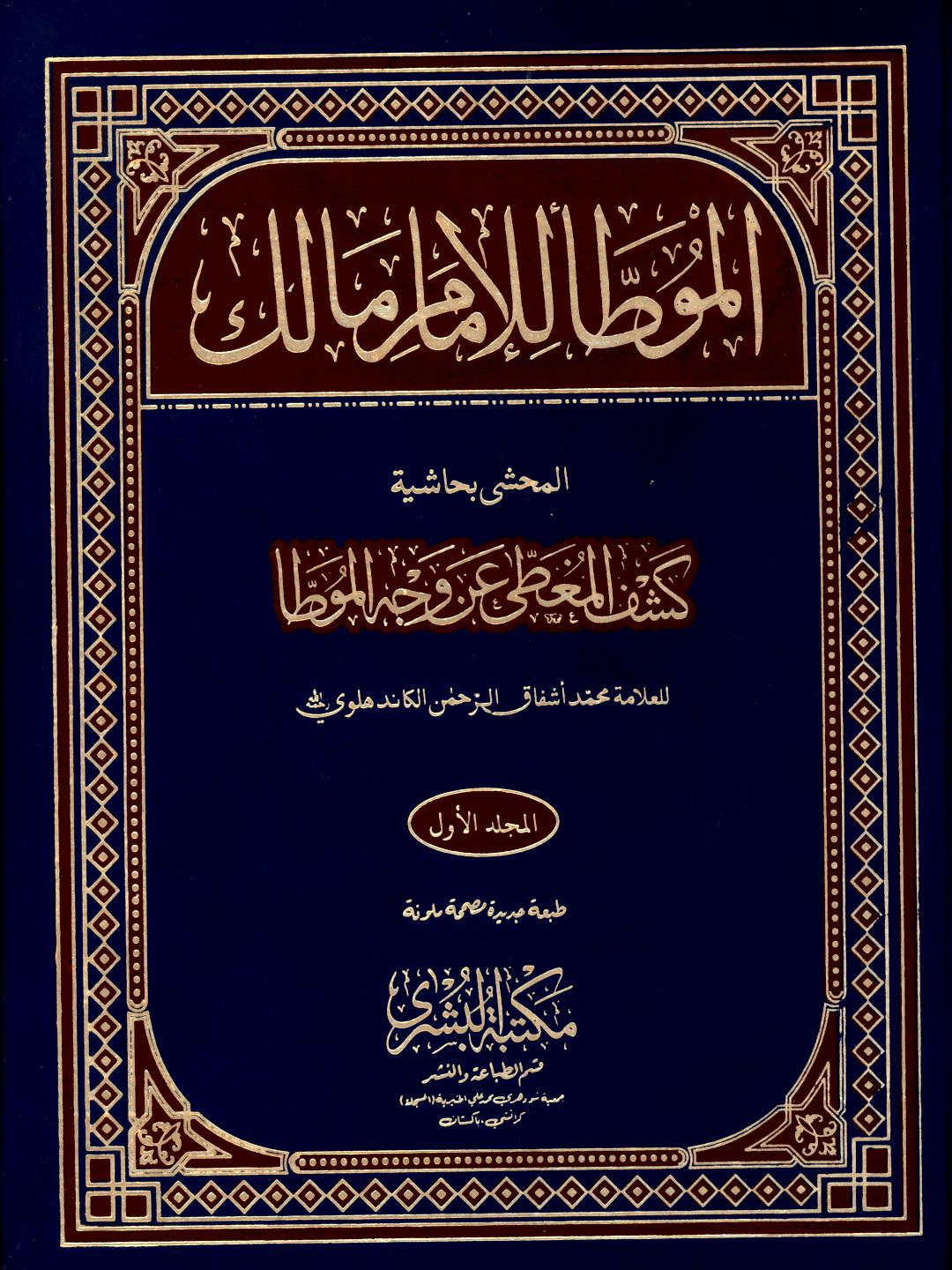
موطأ الإمام مالك

لعبت «زاوية سيدي علي الدباغي» أدوارا تعليمية وتربوية هامة منذ نشأتها معتمدة في ذلك على المرجعية الدينية الجزائرية، وتخرج على يديها العديد من العلماء والمصلحين ساهمـوا في نشـر تعاليـم الإسلام، وقاومـوا حملات التبشير النصراني بقيادة الكنيسة الكاثوليكية التي باركت وصاحبت الحملة الفرنسية على الجزائر.
وتتمثل مهام الزاوية حاليا في تعليم وحفظ القرآن الكريم وفق رواية ورش عن نافع من طريق الإمام الأزرق، التي اعتمدتها أجيال الشعب الجزائري منذ أكثر من اثني عشر قرنا، بما يسمح بتخرج سنوي لعشرات الطلبة الحافظين للقرآن الكريم بأحكامه والحديث النبوي الشريف ومعلمي القرآن والمرشدات الدينيات.
وسيُعتمد عليهم في تأطير مختلف مساجد ولاية بومرداس وخارجها، خاصة في شهر رمضان بتزويد المساجد بالمقرئين، بالإضافة إلى نشاطات سنوية ستسهر إدارة الزاوية على إقامتها بشكل منتظم في المناسبات الدينية، كإحياء ذكرى المولد النبوي الشريف وغيرها.
ويندرج نشاط هذه الزاوية ضمن تعداد 8 زوايا و13 مدرسة قرآنية مستقلة وحوالي 15 كتابا لتعليم وحفظ القرآن وأحكامه ومن المساجد 401 على تراب ولاية بومرداس.

## الموقع
تقع «زاوية تاليلت» غير بعيد عن الشريط الساحلي لولاية بومرداس على بعد 20 كلم إلى الجنوب من ميناء زموري، وعلى بعد 4 كلم إلى الغرب من سد بني عمران وعلى بعد 9 كلم إلى الجنوب الشرقي من سد الثنية.
وهذا الموقع الرائع في جبال الخشنة المطلة على الشريط الساحلي والواجهة البحرية، يجعل منه موقعا استراتيجيا مقابلا للطريق الوطني رقم 5.
وتقع «زاوية تاليلت» على بعد 13 كلم إلى الجنوب الشرقي من مدينة بومرداس، ويطل على وادي يسر.
وتوجد هذه الزاوية قرب مرتفعات منطقة القبائل.

## أعلام الزاوية
- إبراهيم بوسحاقي
- عبد الرحمن بوسحاقي
- محفوظ أوكيل
- رابح بويحياوي
- بوزيد بوسحاقي
- أحمد سطنبولي
- رابح سكودارلي

### مواضيع ذات صلة
- المرجعية الدينية الجزائرية
- وزارة الشؤون الدينية الجزائرية
- الحزب الراتب: الحزاب - الباش حزاب - السلكة - الشيخ - المريد - الورد - الوارد
- الزوايا في الجزائر
- الطريقة الرحمانية
- زاوية سيدي أمحمد بن عبد الرحمن الأزهري
- زاوية سيدي بوسحاقي
- زاوية أولاد بومرداس
- زاوية الحمامي
- زاوية سيدي بوخروبة
- زاوية الهامل
- محمد بن عبد الرحمن الأزهري
- طريقة صوفية
- صوفية
- تاريخ التصوف
- ولاية بومرداس
- دائرة الثنية
- بلدية بني عمران
- محمد بن أبي القاسم الهاملي

### وصلات خارجية
- الموقع الرسمي لوزارة الشؤون الدينية والأوقاف الجزائرية